# ذا أكوليت
ذا أكوليت (بالإنجليزية: The Acolyte)‏ هو مسلسل أمريكي قادم وهو جزء من سلسلة حرب النجوم ومن بطولة أماندلا ستينبرغ، لي جونغ جاي، ماني جاسينتو، دافني كين وجودي تيرنر-سميث. يتكون المسلسل من 8 حلقات وسيعرض على منصة ديزني+.

## روابط خارجية
- ذا أكوليت على موقع IMDb (الإنجليزية)
- ذا أكوليت على موقع ميتاكريتيك (الإنجليزية)
- ذا أكوليت على موقع روتن توميتوز (الإنجليزية)
- ذا أكوليت على موقع فيلمافينيتي (الإسبانية)
- ذا أكوليت على موقع كينوبويسك (الروسية)
- ذا أكوليت على موقع ألو سيني (الفرنسية)
- ذا أكوليت على موقع قاعدة بيانات الفيلم (الإنجليزية)